# Igreja Protestante Francesa de Londres
A Igreja Protestante Francesa de Londres (em francês: Église Protestante Française de Londres; em inglês: The French Protestant Church of London) é uma igreja reformada de governo presbiteriano que atende à comunidade francófona de Londres desde 1550. É a última igreja huguenote de Londres. Seu atual templo na Soho Square é um edifício listado como Grade II, projeto por Aston Webb e erguido entre os anos de 1891 e 1893.

## História
A Igreja foi fundada por uma Carta Real do Rei Edward VI em 24 de julho de 1550.
A pedido dos huguenotes de Londres, em 1560, João Calvino enviou um emissário de confiança de Genebra, o pastor Nicolas des Gallars, para ajudar a fornecer à jovem congregação sua teologia reformada e sua organização presbiteriana.
Em 1700, no auge da população de refugiados franceses após a revogação do Édito de Nantes em 1685, existiam 23 locais de culto huguenote em Londres. O templo da Igreja é o único que está ativo hoje.

## Organização
A Igreja é uma instituição filantrópica registrada sob a lei inglesa. A instituição de caridade relacionada, a The French Huguenot Church of Carithable Trust , fornece fundos para a Igreja e outras instituições de caridade.
Stéphane Desmarais é o pastor da Igreja desde 1 de setembro de 2013. Ele é o 72º pastor da Igreja que fala francês, desde 1550, e o 70º pastor nomeado para este cargo desde Nicolas des Gallards, em 1560.
O corpo governante da Igreja é o Consistório. Seus membros são cooptados e tacitamente aprovados pela congregação. O pastor é um membro ex officio.

## Material adicional
- Yves Jaulmes, The French Protestant Church of London and the Huguenots: from the Church's foundation to the present day, publicado por The French Protestant Church of London, 1993, 59 p. ISBN 0952120607.
- Manifesto, (or Declaration of Principles), of the French Protestant Church of London, Founded by Charter of Edward VI.  24th July, A.D. 1550.Por Order of the Consistory.  London, England: Messrs. Seeleys, 1850.
- The Economist, Changing Shadows: The many mansions in one east London house of God, 18 de dezembro de 2003.
- Changing Shadows. The Economist. 18 de dezembro de 2003
- Listagem inicial por Historic England
- The French Protestant Church, British History Online

## Galeria

Templo da Igreja Protestante Francesa de Londres
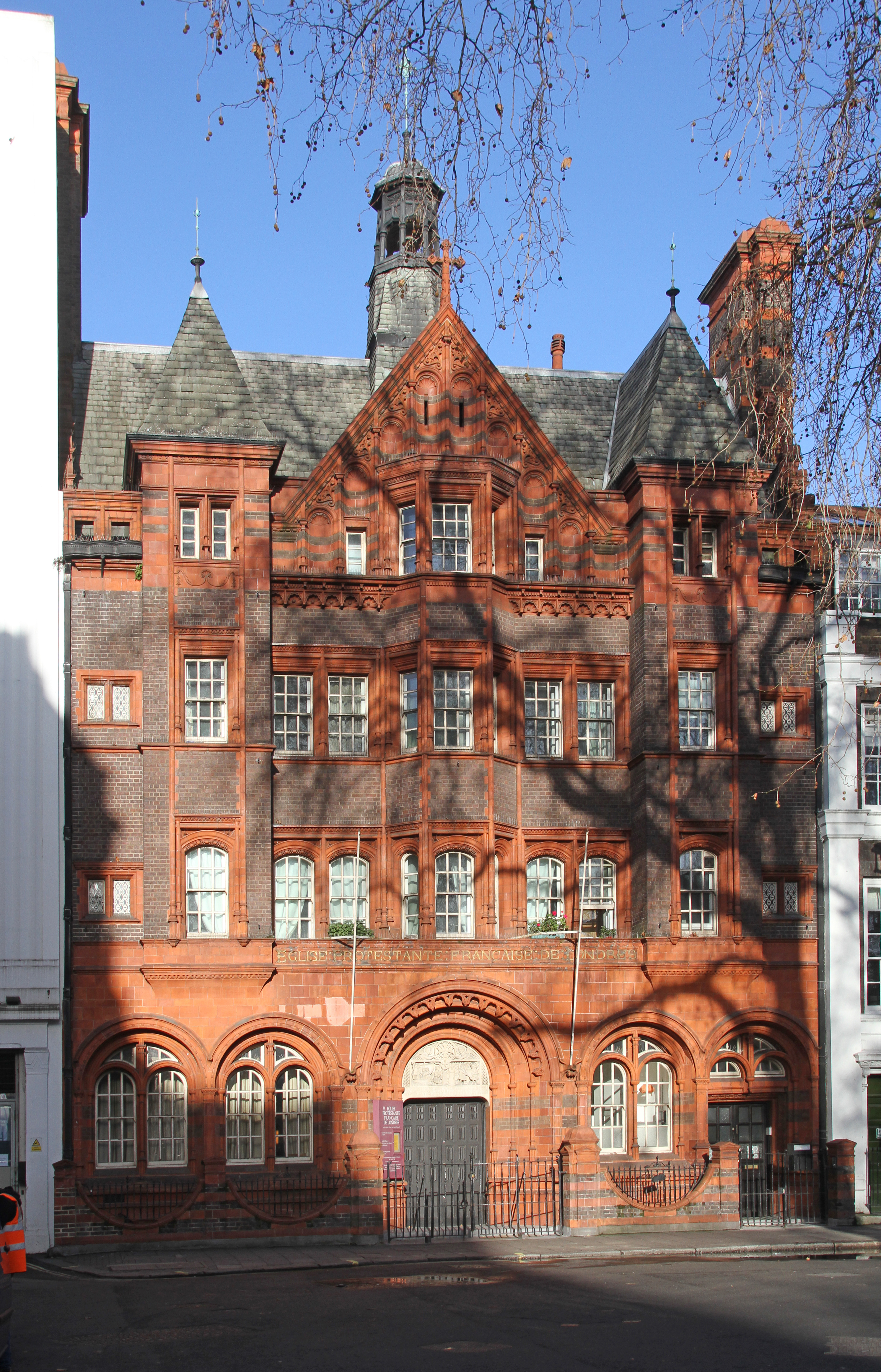
Fachada do edifício
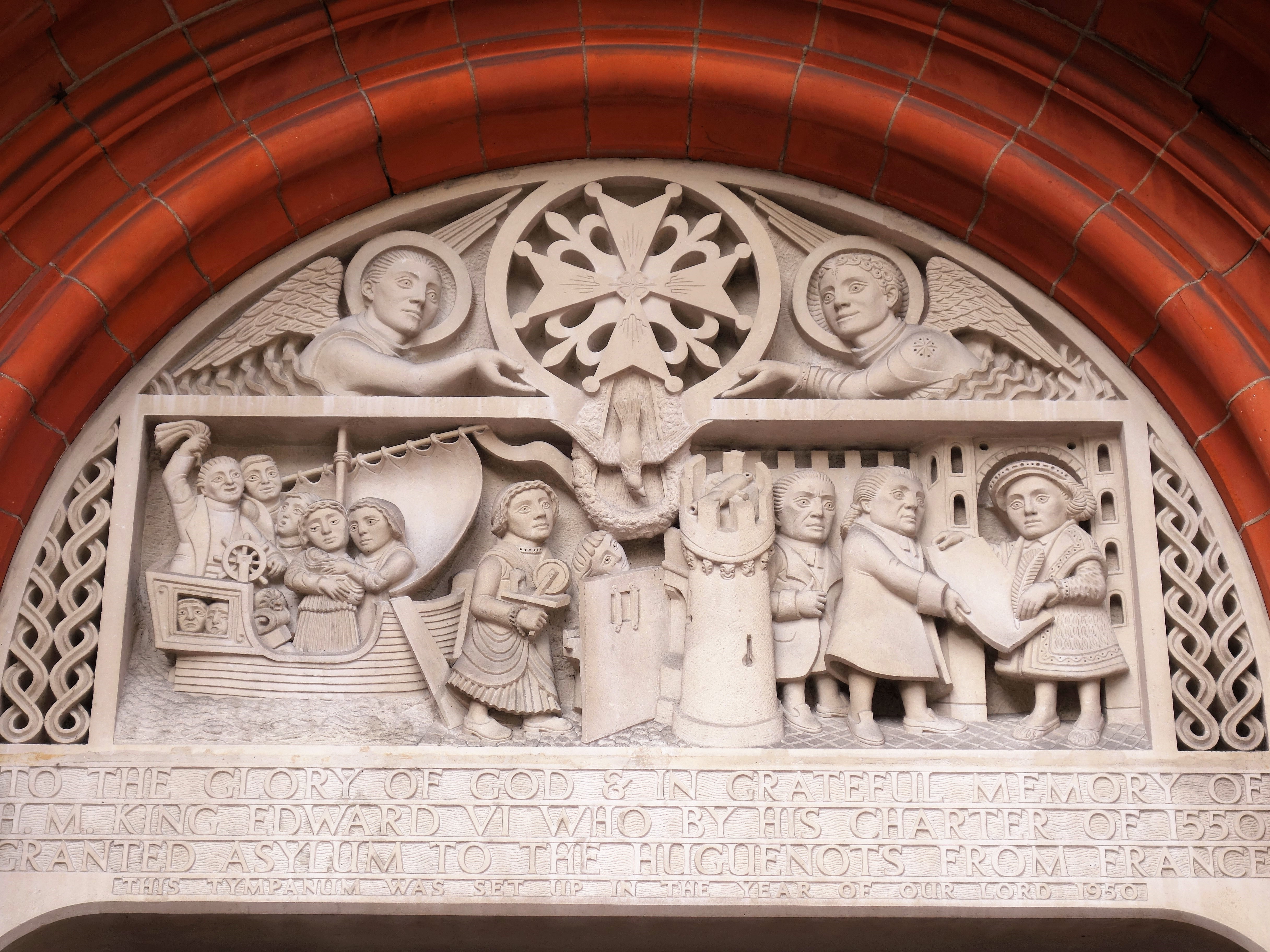
Tímpano instalado para o 400º aniversário da igreja em 1950
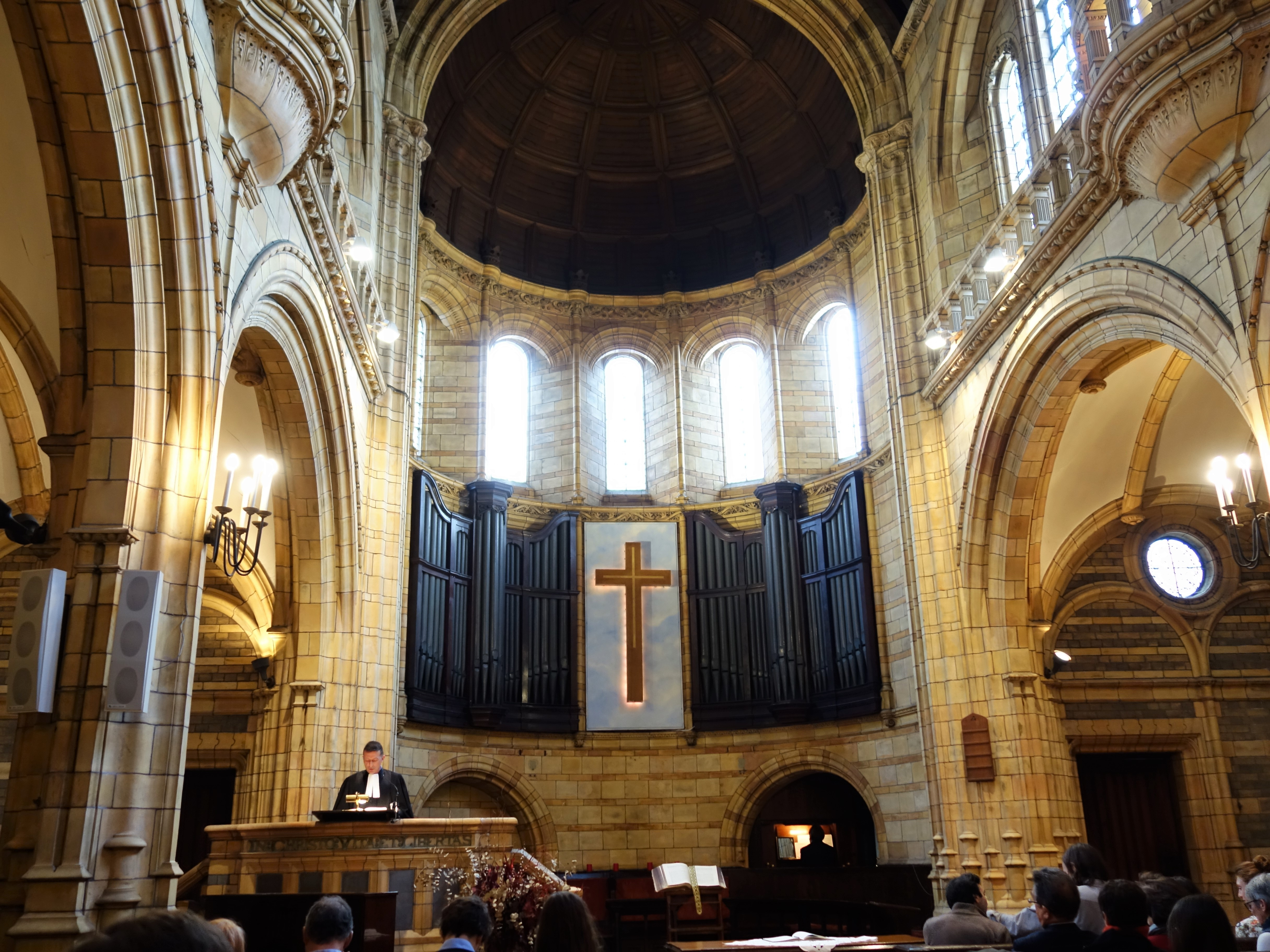
Culto de domingo na Igreja Protestante Francesa de Londres com o pastor Stéphane Desmarais

Segunda Guerra Mundial
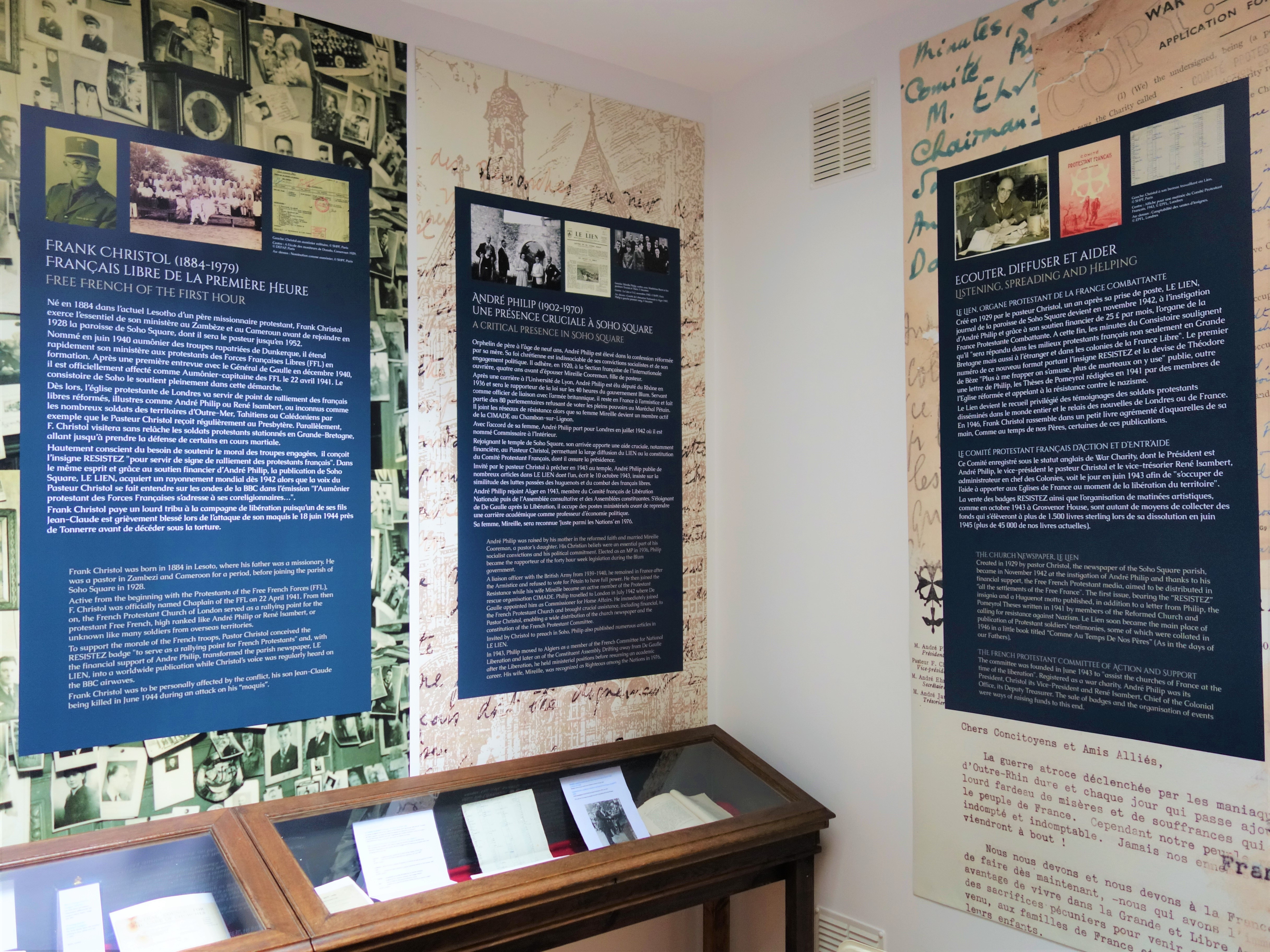
Museu da Segunda Guerra Mundial no templo da Igreja Protestante Francesa de Londres
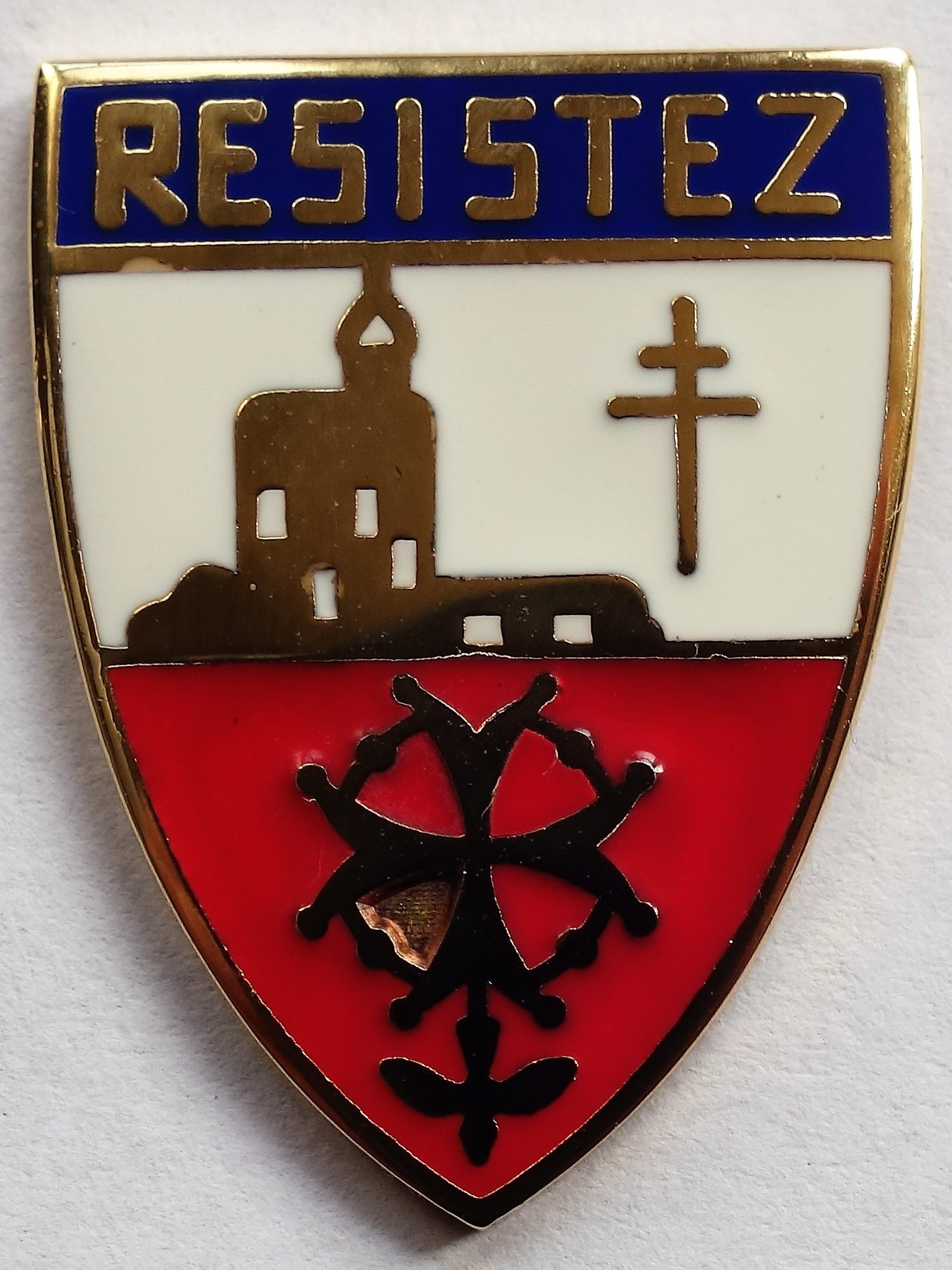
Emblema desenhado pelo pastor Christol para uso dos membros da igreja nas Forças Francesas Livres (versão de 1942)
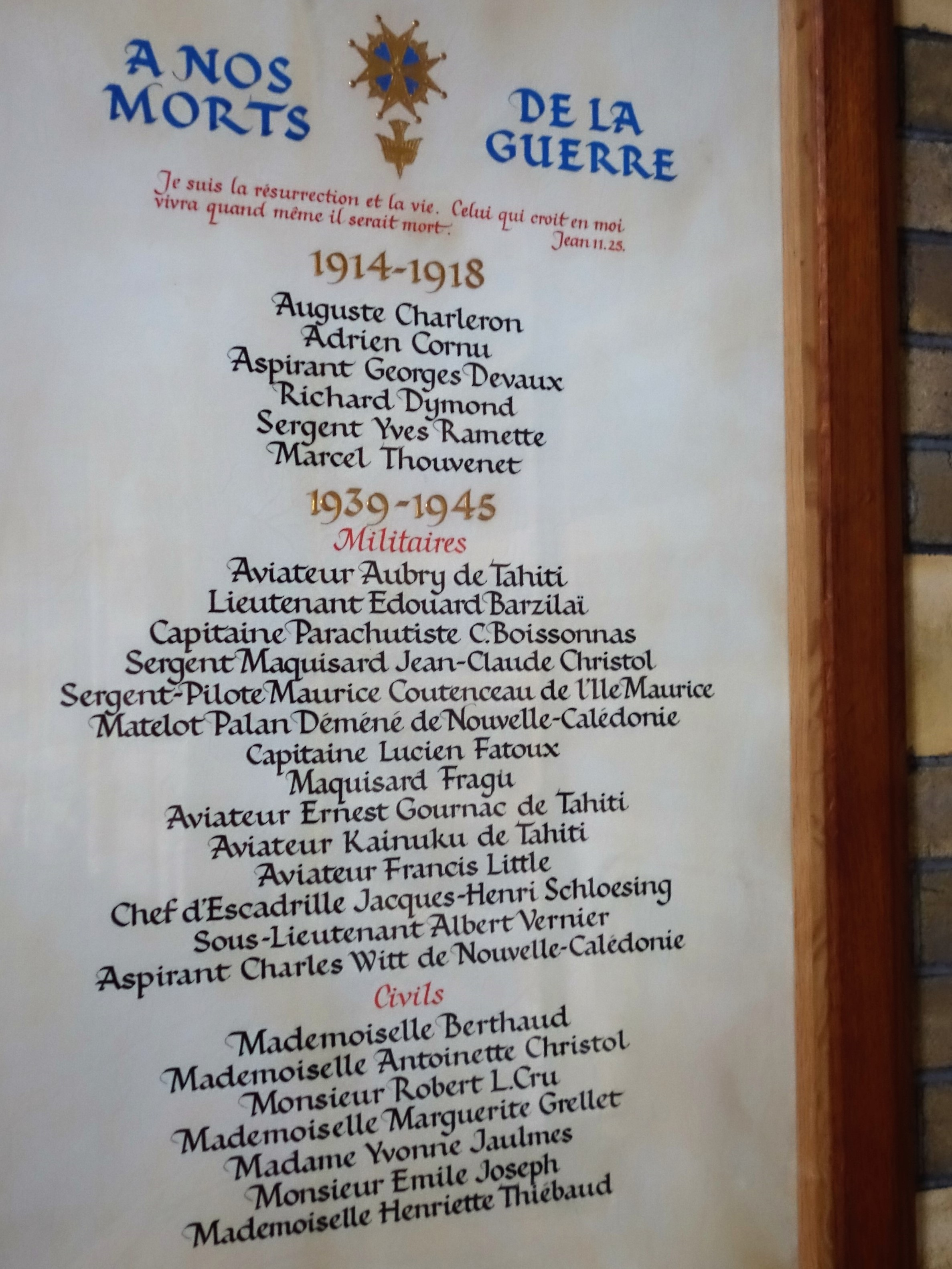
Placa "para os nossos mortos de guerra" no templo da igreja